# 林賽角
林賽角（英語：Cape Lindsey），是南極洲的海岬，位於南設得蘭群島的象島西端，在1822年由英國探險家繪入地圖和命名，該海岬現時由南極條約體系管理。